# The Way
«The Way» ця пісня в стилі альтернативного року, від американської групи Fastball з їхнього другого студійного альбому All the Pain Money Can Buy. Вона піднялась на перший щабель U.S. Billboard Modern Rock Tracks чарту в квітні і залишалась там впродовж семи тижнів. А також на 21 сходинку UK Singles Chart, її крутили на багатьох радіостанціях таких як Forth One.
Пісня була обрана VH1, як одна з найкращих пісень 90-х, де посіла 94 позицію. Пісня була перероблена, через рік після виходу оригіналу, італійцем DJ Gigi D'Agostino, в його альбомі L'Amour Toujours.

## Ідея
«The Way»  розповідає про літню пару, що покинули все і вирушили подорожувати. Під час подорожі їхня машина ламається і вони продовжують свій шлях — пішки. І з продовженням пісні, стає зрозуміло, що ці двоє досягнули свого щастя, втративши зв'язок з цим світом.
Басисту Тоні Скальзо ідея про написання цієї пісні прийшла після читання журналістських статей, які описували зникнення літньої подружньої пари, Раймонд (Raymond) і Лела Говард (Lela Howard) з Саладо штату Техас, які залишили свій дім в червні 1997, щоб відвідати фестиваль Дня Піонера поряд з містечком Темпл, на який вони так ніколи і не прибули. Вони були знайдені двома тижнями пізніше, внизу ущелини біля Хот-Спрінгс, штат Арканзас, за сотню миль від їх маршруту .
Про пісню Скальзо сказав, що «це романтичний погляд на те що сталось», він «змалював їх отримуючими задоволення, наче тоді коли вони зустрілись вперше».
На початку пісні налаштовується радіо через кілька FM станцій; серед яких чути  «Foolish Games» від Джуел, «You Got It» Роя Орбісона , та «Vogue» Мадони.

## Список треків
1. «The Way»
2. «Are You Ready for the Fallout?»
3. «Freeloader Freddy»

## Чарти
| Чарт (1998)                               | Найвища позиція |
| ----------------------------------------- | --------------- |
| UK Singles Chart                          | 21              |
| U.S. Billboard Hot 100 Airplay            | 5               |
| U.S. Billboard Hot Adult Top 40 Tracks    | 2               |
| U.S. Billboard Hot Mainstream Rock Tracks | 25              |
| U.S. Billboard Hot Modern Rock Tracks     | 1               |
| U.S. Billboard Top 40 Mainstream          | 4               |
| U.S. Billboard Top 40 Tracks              | 31              |